# Omítání
Omítání (také sámování, z německého säumen – olemovat) je pilařský úkon při výrobě řeziva. Jedná se odstranění obliny z prkna nebo fošny odříznutím nebo odfrézováním - boky s plochou tedy svírají úhel 90°.
Listnaté řezivo, někdy ještě borovice a modřín, se většinou prodávají neomítané. 
Fošna nebo deska se omítá dvěma způsoby:
1. rovnoběžně (většinou), nebo
2. konicky (sbíhavě). Tento způsob je hlavně u kuželových kmenů úspornější – není tolik odpadu.

## Způsoby omítání
Omítat se může přímo na pilnici tzv. dvojitým pořezem. Dvojitý pořez probíhá tak, že se na katru nejdříve odřízne krajové řezivo - vznikne tzv. prizma, nebo také polštář. Poté se výřez otočí o 90° a řeže se podruhé.
Lze také omítat každou samostatnou desku na tzv. omítací kotoučové pile, nebo i běžné "cirkulárce". Omítat lze i odfrézováním obliny na speciální omítací frézce, nebo i běžné srovnávací frézce s nastaveným větším úběrem třísky.
Omítací frézky – boky dřeva mohou být také odfrézovány. Dnešní moderní a výkonné stroje mají počítač s nastavitelným programem, samy si odměří vloženou fošnu laserem a samy se rychle seřizují dle jednotlivé fošny.